# Semion Gerșgorin
Semion Aronovici Gerșgorin (scris și Geršgorin, în rusă: Семён Аронович Гершгорин, n. 24 august 1901 la Prujani, Brest -d. 30 mai 1933) a fost un matematician rus de etnie ebraică.
A studiat la Institutul Tehnologic din Sankt Petersburg, iar în 1930 devine profesor la Institutul de Mașini din Leningrad.
A activat în domeniul matematicii aplicate.
Lucrările sale se referă în special la integrarea mecanică și numerică și rezolvarea ecuațiilor cu derivate parțiale.
A propus modelul electric pentru integrarea ecuației lui Laplace.
A realizat un instrument pentru trasarea elipselor, un model al acestuia aflându-se la Muzeul German din München.
Teorema lui Gerșgorin, din teoria matricilor, îi poartă numele.
1. 1 2  MacTutor History of Mathematics archive, accesat în 22 august 2017
2. 1 2  „Semion Gerșgorin”, Gemeinsame Normdatei
3. 1 2  MacTutor History of Mathematics archive